# Jaroslav Paška
Jaroslav Paška (20. června 1954, Banská Štiavnica – 15. července 2021) byl slovenský politik a europoslanec. V letech 1993 až 1994 působil jako ministr školství Slovenské republiky v druhé vládě Vladimíra Mečiara.
V roce 2009 kandidoval do Evropského parlamentu za Slovenskou národní stranu a stal se místopředsedou skupiny Evropa svobody a demokracie.

## Istanbulská úmluva
Patřil mezi aktivních odpůrce Istanbulské úmluvy o zastavení násilí na ženách. Na toto téma je známý jeho výrok „20 procent žen se setkalo s tím, že byli doma napadené. Současně platí, že většina žen se s tímto nesetkala nebo to neavizovala. To znamená, že ty čtyři pětiny respektují jisté postavení ve společnosti“.